# Emma Cohen
Emmanuela Beltrán Rahola, más conocida como Emma Cohen (Barcelona, 21 de noviembre de 1946-Madrid, 11 de julio de 2016), fue una actriz y escritora española.

## Trayectoria profesional

### Teatro
Formada en el teatro, sus primeros contactos con la interpretación se producen en el Teatro Español Universitario mientras estudia la carrera de Derecho, que abandona antes de finalizar.
A partir de ese momento comienza a labrarse una carrera como actriz, que le lleva tanto a interpretar sobre un escenario (Marat-Sade, con Adolfo Marsillach, Un enemigo del pueblo, 1972, con Fernán Gómez…) como ante una cámara.
Otras obras en las que ha intervenido incluyen:
- La lección de anatomía (1977)
- El alcalde de Zalamea (1979)
- Domingo burgués (1979)
- Los domingos, bacanal (1980)[2]
- El gran teatro del mundo (1981)
- El rey ciervo (1981)
- Del rey Ordás y su infamia (1983)
- Ivanov (1983)
- Ojos de bosque (1986)
- Kean (1990)

### Cine
En cine debuta en 1968 con la película Tuset Street, de Jorge Grau, protagonizada por Sara Montiel.
A partir de 1972 se desliga de la conocida como Escuela de Barcelona, con la que había rodado sus primeros títulos y gira hacia un cine más comercial. A lo largo de estos años participa en comedias de Mariano Ozores, como Celedonio y yo somos así, películas de terror, como La semana del asesino de Eloy de la Iglesia, o eróticas. Uno de los títulos más curiosos de esa etapa es sin duda Las petroleras, un peculiar western donde Brigitte Bardot y Claudia Cardinale llevaban la voz cantante.
Trabajó a las órdenes del que fue su esposo, Fernando Fernán Gómez, en las películas ¡Bruja, más que bruja! (1977), Mambrú se fue a la guerra (1985), El viaje a ninguna parte (1986) y El mar y el tiempo (1989).

### Televisión
En televisión se le recuerda por dar vida a la Gallina Caponata en la versión española del espacio infantil Barrio Sésamo (1979-1980). Este personaje alcanzó enorme popularidad y es aún recordado, pero dado que la actriz actuaba con un disfraz de cuerpo entero que le ocultaba el rostro, los niños no sabían su identidad.
Ha participado además en las series El conde de Montecristo (1969), Tres eran tres (1973), Juan soldado (1973), El pícaro (1974), Curro Jiménez (1976), El juglar y la reina (1978), Gatos en el tejado (1988) y Delirios de amor (1989).

### Literatura
Se ha dedicado también a la literatura, y además de escribir guiones, ha publicado los siguientes libros:
- Toda la casa era una ventana (1983)
- Alba, reina de las avispas (1986)
- Negras tierras negras (1988)
- Hechizos, filtros y conjuros eróticos (1990)
- Miranda Hippocampus o La isla del aire (1990)
- Rojo milady (1993)
- Muerte dulce (1993)
- Loca magnolia (1996)
- Ese vago resplandor (2011). Magnífica novela mitad realismo mágico mitad biográfica, que nos revela a una gran escritora. Sus pasajes narrando su adolescencia, su puesta de largo en Barcelona o sus peripecias en el Mayo del 68 son inolvidables.
- Magia amorosa para desesperadas y desesperados (2014) Neys Books Ediciones

## Vida personal
Se casó en el año 2000 con el actor y director de cine Fernando Fernán Gómez, con quien mantenía una relación desde los años 1970, a partir de su encuentro en el episodio de una serie de TVE donde Emma era protagonista (Tres eran tres, 1973), junto a Lola Gaos. Esta relación se vio interrumpida por espacio de aproximadamente un año, cuando Emma vivió un romance con el escritor Juan Benet, si bien volvió al lado de Fernán Gómez hasta el fallecimiento de este en 2007. Falleció de cáncer en Madrid el 11 de julio de 2016 a los 69 años de edad.

## Filmografía

### Como actriz
- Tuset Street (1968)
- Historia de una chica sola, (1969)
- El extraño caso del doctor Fausto, (1969)
- Hortensia/Béance, (1969)
- BiBiCi Story (Cortometraje, 1969)
- La primera historia de Bartio (Cortometraje, 1969)
- La larga agonía de los peces fuera del agua, (1970)
- El conde Drácula, (1970)
- El certificado (1970)
- Los hábitos del incendiario (Cortometraje, 1970)
- El hombre que se quiso matar (1970)
- Pierna creciente, falda menguante (1970)
- Amo mi cama rica (Cortometraje, 1970)
- El fuego (Cortometraje, 1970)
- Hembra, (1971)
- Cabeças Cortadas (Cabezas cortadas) (1970)
- Españolas en París (1971)
- El techo de cristal (1971)
- El diablo cojuelo, (1971)
- Fieras sin jaula, (1971)
- Nicolás y Alejandra, (1971)
- Las petroleras (1971)
- Condenados a vivir (1972)
- Demasiado bonitas para ser honestas (1972)[5]
- La semana del asesino (1972)
- El espanto surge de la tumba (1973)
- Al otro lado del espejo (1973)
- Aborto criminal (1973)
- El reprimido, (1974)
- Las obsesiones de Armando, (1974)
- Bajo la piel (Cortometraje, 1974)
- La mujer con botas rojas (1974)
- La cruz del diablo, (1975)
- El extraño amor de los vampiros, (1975)
- Los locos del oro negro, (1975)
- Robin Hood nunca muere, (1975)
- Deseo (1976)
- Mayordomo para todo, (1976)
- Vuelve, querida Nati, (1976)
- Nosotros que fuimos tan felices, (1976)
- Juegos de cama, (1976)
- ¡Bruja, más que bruja!, (1977)
- Celedonio y yo somos así (1977)
- El apolítico (1977)
- Tigres de papel (1977)
- Jill, (1978)
- Solos en la madrugada (1978)
- Cuentos Eróticos (1980)
- Femenino singular, (1982)
- Mambrú se fue a la guerra (1986)
- El viaje a ninguna parte (1986)
- El extranjer-oh! de la calle Cruz del Sur (1987)
- El mar y el tiempo (1989)
- El rey pasmado (1991)
- Cartas desde Huesca, (1993)
- ¡Qué vecinos tan animales!, (1998, voz)
- El abuelo (1998)
- Zero/Infinito (Documental, 2002)
- Bibliofrenia (Cortometraje, 2003)
- Variaciones 1/113, (2003)
- Oculto, (2005)
- Bombay Goa Express, (2016)
- ¿Nos hablan los muertos? (Cortometraje, documental, 2020)

### Como directora
- La plaza (Cortometraje, 1976)
- Quería dormir en paz (Cortometraje, 1978)
- La Chari se casa (Cortometraje, 1978)
- Cuentos eróticos, (1980, episodio «Sueños rotos»)
- Yo qué sé (Cortometraje, 1980)
- El séptimo día del Sol (Cortometraje, 1980)
- Delirios de amor (Serie de televisión, episodio «María de las noches» del 6 de julio de 1989)
- El Aleph (Vídeo, 2011)

### Como guionista
- El pícaro, (Serie de televisión, 1974-1975, guionista de 13 episodios)
- La plaza (Cortometraje, 1976)
- Cara al sol que más calienta, (1978)
- Quería dormir en paz (Cortometraje, 1978)
- La Chari se casa (Cortometraje, 1978)
- Yo qué sé (Cortometraje, 1980)
- El séptimo día del Sol (Cortometraje, 1980)
- Delirios de amor (Serie de televisión, episodio «María de las noches» del 6 de julio de 1989)

## Premios
Medallas del Círculo de Escritores Cinematográficos
| Año  | Categoría              | Película                | Resultado |
| ---- | ---------------------- | ----------------------- | --------- |
| 1970 | Premio Antonio Barbero | Labor de conjunto       | Ganadora  |
| 1973 | Mejor actriz           | Al otro lado del espejo | Ganadora  |

- TP de Oro (1973): Mejor Actriz Nacional por Tres eran tres y Novela.
- TP de Oro (1988): Mejor Actriz por Gatos en el tejado.